# Einwohnerentwicklung von Mönchengladbach
Dieser Artikel gibt die Einwohnerentwicklung von Mönchengladbach tabellarisch und graphisch wieder.
Am 31. Dezember 2007 betrug die „Amtliche Einwohnerzahl“ für Mönchengladbach nach Fortschreibung des Landesamtes für Datenverarbeitung und Statistik Nordrhein-Westfalen 260.018 (nur Hauptwohnsitze und nach Abgleich mit den anderen Landesämtern).

## Einwohnerentwicklung
Im Mittelalter und der frühen Neuzeit hatte Gladbach nur einige hundert Einwohner. Die Bevölkerungszahl stieg nur langsam und ging bedingt durch Kriege, Seuchen oder Hungersnöte immer wieder zurück. Erst mit der beginnenden Industrialisierung in der Mitte des 19. Jahrhunderts beschleunigte sich das Bevölkerungswachstum. 1858 kam es zur Eingliederung der Gemeinde Oberniedergeburth und einem Teil von Obergeburth nach Gladbach. Lebten 1855 erst 3142 Menschen in der Stadt, so waren es 1890 bereits 50.000.
Bis Ende des 19. Jahrhunderts hieß der Ort „Gladbach“ beziehungsweise früher Gleidebach (zahlreiche andere Schreibweisen sind überliefert). Als die Stadt am 1. Januar 1888 kreisfrei wurde, erhielt sie zur besseren Unterscheidung von Bergisch Gladbach den Namen München-Gladbach.
Am 1. August 1921 schlossen sich die Stadt München-Gladbach (64.031 Einwohner 1919), die Landgemeinden München-Gladbach (22.614 Einwohner 1919) und Neuwerk (11.836 Einwohner 1919) sowie die Stadt Rheindalen (8308 Einwohner 1919) zur neuen Großstadt München-Gladbach mit etwa 112.000 Einwohnern zusammen. Am 1. August 1929 stieg durch die Eingemeindung von Rheydt (45.095 Einwohner 1925), Odenkirchen (20.023 Einwohner 1925) und weiterer Orte die Einwohnerzahl der neuen kreisfreien Stadt Gladbach-Rheydt auf rund 200.000. Die Stadt wurde zu Beginn des Nationalsozialismus bereits am 1. August 1933 wieder in zwei Städte aufgeteilt: „München-Gladbach“ (mit Hardt) und „Rheydt“ (mit Odenkirchen, Giesenkirchen und Schelsen).
Bei der Volkszählung vom 17. Mai 1939 wurden 128.418 Personen ermittelt. Im Zweiten Weltkrieg wurde die Innenstadt durch die alliierten Luftangriffe zu 60 Prozent zerstört. Als die amerikanische Armee München-Gladbach am 1. März 1945 besetzte, lebten noch 75.000 Menschen in der Stadt. Bedingt durch die Rückkehr der Zwangsevakuierten und den Zustrom von Flüchtlingen und Vertriebenen aus den deutschen Ostgebieten stieg die Bevölkerungszahl nach Kriegsende rasch an. Schon 1951 lebten wieder so viele Menschen in der Stadt, wie vor dem Krieg. Am 11. Oktober 1960 erfolgte die Umbenennung in Mönchengladbach. 1968 überschritt die Einwohnerzahl der Stadt Rheydt die Grenze von 100.000, wodurch sie wieder zur Großstadt wurde.
Die Eingemeindung von Rheydt (99.963 Einwohner) und Wickrath (13.961 Einwohner) am 1. Januar 1975 brachte einen Zuwachs von 114.000 Personen auf insgesamt 263.000 Einwohner. 1996 erreichte die Bevölkerungszahl der Stadt mit 266.873 ihren historischen Höchststand. Im Jahre 2006 stand die Stadt mit 260.951 Einwohnern unter den deutschen Großstädten an 26., innerhalb Nordrhein-Westfalens an zwölfter Stelle.
Die folgende Übersicht zeigt die Einwohnerzahlen nach dem jeweiligen Gebietsstand. Bis 1809 handelt es sich um Schätzungen, danach um Volkszählungsergebnisse oder amtliche Fortschreibungen der Stadtverwaltung (bis 1970) und des Statistischen Landesamtes (ab 1971). Die Angaben beziehen sich ab 1840 auf die „Zollabrechnungsbevölkerung“, ab 1871 auf die „Ortsanwesende Bevölkerung“, ab 1925 auf die Wohnbevölkerung und seit 1987 auf die „Bevölkerung am Ort der Hauptwohnung“. Vor 1840 wurde die Einwohnerzahl nach uneinheitlichen Erhebungsverfahren ermittelt.

### Von 1767 bis 1870
(jeweiliger Gebietsstand)
| Jahr/Datum         | Einwohner |
| ------------------ | --------- |
| 1767               | 1167      |
| 1809               | 1200      |
| 1. Dezember 1816 1 | 1524      |
| 1. Dezember 1831 1 | 2039      |
| 3. Dezember 1840 1 | 2775      |
| 3. Dezember 1843 1 | 3150      |
| 3. Dezember 1846 1 | 3577      |

| Datum              | Einwohner |
| ------------------ | --------- |
| 3. Dezember 1849 1 | 3752      |
| 3. Dezember 1852 1 | 4083      |
| 3. Dezember 1855 1 | 4398      |
| 3. Dezember 1858 1 | 13.965    |
| 3. Dezember 1861 1 | 17.069    |
| 3. Dezember 1864 1 | 18.675    |
| 3. Dezember 1867 1 | 22.149    |

### Von 1871 bis 1944
(jeweiliger Gebietsstand)
| Datum              | Einwohner |
| ------------------ | --------- |
| 1. Dezember 1871 1 | 26.354    |
| 1. Dezember 1875 1 | 31.962    |
| 1. Dezember 1880 1 | 37.387    |
| 1. Dezember 1885 1 | 44.230    |
| 1. Dezember 1890 1 | 49.628    |
| 2. Dezember 1895 1 | 53.662    |
| 1. Dezember 1900 1 | 58.023    |
| 1. Dezember 1905 1 | 60.709    |
| 1. Dezember 1910 1 | 66.414    |
| 1. Dezember 1916 1 | 60.352    |
| 5. Dezember 1917 1 | 58.185    |
| 8. Oktober 1919 1  | 64.031    |
| 31. Dezember 1919  | 65.129    |

| Datum             | Einwohner |
| ----------------- | --------- |
| 31. Dezember 1920 | 65.706    |
| 31. Dezember 1921 | 112.153   |
| 31. Dezember 1922 | 113.796   |
| 31. Dezember 1923 | 114.241   |
| 31. Dezember 1924 | 115.940   |
| 16. Juni 1925 1   | 115.066   |
| 31. Dezember 1925 | 115.545   |
| 31. Dezember 1926 | 115.028   |
| 31. Dezember 1927 | 116.745   |
| 31. Dezember 1928 | 118.337   |
| 31. Dezember 1929 | 199.914   |
| 31. Dezember 1930 | 200.561   |
| 31. Dezember 1931 | 201.118   |

| Datum                 | Einwohner |
| --------------------- | --------- |
| 31. Dezember 1932     | 201.725   |
| 16. Juni 1933 1       | 203.892   |
| 31. Dezember 1933 1 2 | 126.652   |
| 31. Dezember 1934     | 127.132   |
| 31. Dezember 1935     | 127.574   |
| 31. Dezember 1936     | 128.344   |
| 31. Dezember 1937     | 127.964   |
| 31. Dezember 1938     | 127.700   |
| 17. Mai 1939 1        | 128.418   |
| 31. Dezember 1939     | 128.000   |
| 31. Dezember 1940     | 127.200   |

Quelle: Stadt Mönchengladbach

### Von 1945 bis 1989
(jeweiliger Gebietsstand)
| Datum                | Einwohner |
| -------------------- | --------- |
| 1. März 1945         | 75.000    |
| 31. Dezember 1945    | 106.005   |
| 29. Oktober 1946 1   | 110.444   |
| 31. Dezember 1947    | 114.934   |
| 13. September 1950 1 | 124.879   |
| 31. Dezember 1951    | 129.912   |
| 31. Dezember 1952    | 132.206   |
| 31. Dezember 1953    | 136.168   |
| 25. September 1956 1 | 146.490   |
| 6. Juni 1961 1       | 152.185   |
| 31. Dezember 1961    | 152.840   |
| 31. Dezember 1962    | 153.752   |
| 31. Dezember 1963    | 154.500   |
| 31. Dezember 1964    | 154.707   |

| Datum               | Einwohner |
| ------------------- | --------- |
| 31. Dezember 1965   | 155.449   |
| 31. Dezember 1966   | 155.004   |
| 31. Dezember 1967   | 153.492   |
| 31. Dezember 1968   | 153.599   |
| 31. Dezember 1969   | 154.168   |
| 27. Mai 1970 1      | 151.090   |
| 31. Dezember 1970   | 151.111   |
| 31. Dezember 1971   | 151.232   |
| 31. Dezember 1972   | 151.562   |
| 31. Dezember 1973   | 150.271   |
| 31. Dezember 1974   | 149.432   |
| 31. Dezember 1975 2 | 261.367   |
| 31. Dezember 1976   | 260.076   |
| 31. Dezember 1977   | 258.854   |

| Datum             | Einwohner |
| ----------------- | --------- |
| 31. Dezember 1978 | 258.037   |
| 31. Dezember 1979 | 258.001   |
| 31. Dezember 1980 | 258.424   |
| 31. Dezember 1981 | 258.611   |
| 31. Dezember 1982 | 258.552   |
| 31. Dezember 1983 | 257.636   |
| 31. Dezember 1984 | 255.085   |
| 31. Dezember 1985 | 254.495   |
| 31. Dezember 1986 | 255.087   |
| 25. Mai 1987 1    | 249.587   |
| 31. Dezember 1987 | 250.425   |
| 31. Dezember 1988 | 252.910   |
| 31. Dezember 1989 | 255.905   |

Quellen: Stadt Mönchengladbach (bis 1970), Landesamt für Datenverarbeitung und Statistik Nordrhein-Westfalen (ab 1971)

### Ab 1990
(jeweiliger Gebietsstand)
Ein grafische Darstellung der Daten ab 1990 befindet sich im Abschnitt #Bevölkerungsprognose
| Datum             | Einwohner |
| ----------------- | --------- |
| 31. Dezember 1990 | 259.436   |
| 31. Dezember 1991 | 262.581   |
| 31. Dezember 1992 | 265.069   |
| 31. Dezember 1993 | 265.312   |
| 31. Dezember 1994 | 266.073   |
| 31. Dezember 1995 | 266.702   |
| 31. Dezember 1996 | 266.873   |
| 31. Dezember 1997 | 266.505   |
| 31. Dezember 1998 | 264.662   |
| 31. Dezember 1999 | 263.697   |
| 31. Dezember 2000 | 263.014   |

| Datum             | Einwohner |
| ----------------- | --------- |
| 31. Dezember 2001 | 262.963   |
| 31. Dezember 2002 | 263.104   |
| 31. Dezember 2003 | 262.391   |
| 31. Dezember 2004 | 261.966   |
| 31. Dezember 2005 | 261.444   |
| 31. Dezember 2006 | 260.951   |
| 31. Dezember 2007 | 260.018   |
| 31. Dezember 2008 | 258.848   |
| 31. Dezember 2009 | 258.251   |
| 31. Dezember 2011 | 254.834   |
| 31. Dezember 2014 | 256.853   |

| Datum             | Einwohner |
| ----------------- | --------- |
| 31. Dezember 2015 | 259.996   |
| 31. Dezember 2016 | 260.925   |
| 31. Dezember 2017 | 262.188   |
| 31. Dezember 2018 | 261.454   |
| 31. Dezember 2019 | 261.034   |
| 31. Dezember 2020 | 259.665   |
| 31. Dezember 2021 | 261.001   |
| 31. Dezember 2022 | 267.333   |
| 31. Dezember 2023 | 267.667   |
| 31. Dezember 2024 | 267.213   |

Quelle: Landesamt für Datenverarbeitung und Statistik Nordrhein-Westfalen

## Bevölkerungsprognose
In ihrem 2006 publizierten „Wegweiser Demographischer Wandel 2020“, in dem die Bertelsmann-Stiftung Daten zur Entwicklung der Einwohnerzahl von 2959 Kommunen in Deutschland liefert, wird für Mönchengladbach ein Rückgang der Bevölkerung zwischen 2003 und 2020 um 3,4 Prozent (8849 Personen) vorausgesagt.
Absolute Bevölkerungsentwicklung 2012–2030 – Prognose für Mönchengladbach (Hauptwohnsitze):
| Datum | Einwohner |
| ----- | --------- |
| 2012  | 255.070   |
| 2020  | 253.880   |
| 2025  | 251.550   |
| 2030  | 248.550   |

Quelle: Bertelsmann-Stiftung

Grafische Darstellung der nebenstehenden Prognose im Vergleich zu der realen Entwicklung von 1990 bis 2018

Im März 2016 veröffentlichte die Deutsche Postbank AG eine unter Leitung von Michael Bräuninger, Professor an der Helmut-Schmidt-Universität, durchgeführte Studie unter dem Titel Wohnatlas 2016 – Leben in der Stadt, in der für 36 deutsche Großstädte auch eine Bevölkerungsprognose für das Jahr 2030 durchgeführt wird. Sie berücksichtigt auch explizit den Zuzug im Rahmen der Flüchtlingskrise in Deutschland ab 2015. Für Mönchengladbach wird darin von 2015 bis 2030 trotz Flüchtlingszuzug ein Bevölkerungsrückgang von 3,98 % vorhergesagt.

## Bevölkerungsstruktur
Die größten Gruppen der melderechtlich in Mönchengladbach registrierten Ausländer kamen am 31. März 2008 aus der Türkei (7954), Polen (1851), Serbien (1646), Griechenland (1313), Italien (1239), Niederlande (1091), Portugal (927), Ukraine (827), Spanien (762), Großbritannien (673), Russland (666), Marokko (629), Irak (549), Sri Lanka (435), Kroatien (392), Mazedonien (375), Bosnien und Herzegowina (359) und Österreich (333). Von der amtlichen Statistik als Ausländer nicht erfasst werden eingebürgerte Personen und als Deutsche in Deutschland geborene Kinder ausländischer Abstammung.
| Bevölkerung                 | Stand 31. Dezember 2006 |
| --------------------------- | ----------------------- |
| Einwohner mit Hauptwohnsitz | 260.951                 |
| davon männlich              | 126.282                 |
| weiblich                    | 134.669                 |
| Deutsche                    | 232.953                 |
| davon männlich              | 111.750                 |
| weiblich                    | 121.203                 |
| Ausländer                   | 27.998                  |
| davon männlich              | 14.532                  |
| weiblich                    | 13.466                  |
| Ausländeranteil in Prozent  | 10,7                    |

Quelle: Landesamt für Datenverarbeitung und Statistik Nordrhein-Westfalen

## Altersstruktur

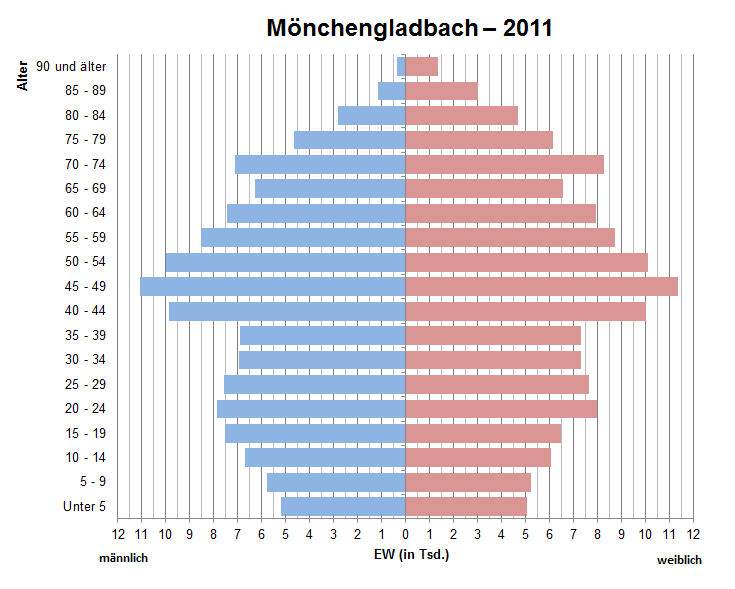
Bevölkerungspyramide für Mönchengladbach (Datenquelle: Zensus 2011.)

Die folgende Übersicht zeigt die Altersstruktur vom 31. Dezember 2006 (Hauptwohnsitze).
| Alter von/bis | Einwohnerzahl | Anteil (in Prozent) |
| ------------- | ------------- | ------------------- |
| 0–5           | 11.398        | 4,4                 |
| 6–14          | 26.657        | 10,2                |
| 15–17         | 9.374         | 3,6                 |
| 18–24         | 21.343        | 8,2                 |
| 25–29         | 14.906        | 5,7                 |
| 30–39         | 34.213        | 13,1                |
| 40–49         | 42.711        | 16,4                |
| 50–59         | 34.586        | 13,3                |
| 60–64         | 13.758        | 5,3                 |
| über 65       | 52.005        | 19,9                |
| Gesamt        | 260.951       | 100,0               |

Quelle: Landesamt für Datenverarbeitung und Statistik Nordrhein-Westfalen
| Altersstruktur der Einwohner der Stadt Mönchengladbach                             | Altersstruktur der Einwohner der Stadt Mönchengladbach | Altersstruktur der Einwohner der Stadt Mönchengladbach | Altersstruktur der Einwohner der Stadt Mönchengladbach | Altersstruktur der Einwohner der Stadt Mönchengladbach |
| ---------------------------------------------------------------------------------- | ------------------------------------------------------ | ------------------------------------------------------ | ------------------------------------------------------ | ------------------------------------------------------ |
| Alter                                                                              |                                                        |                                                        | Einwohner                                              |                                                        |
| 0–5                                                                                | 0–5                                                    |                                                        | 10.290                                                 | 10.290                                                 |
| 5–10                                                                               | 5–10                                                   |                                                        | 11.054                                                 | 11.054                                                 |
| 10–14                                                                              | 10–14                                                  |                                                        | 12.769                                                 | 12.769                                                 |
| 15–19                                                                              | 15–19                                                  |                                                        | 14.010                                                 | 14.010                                                 |
| 20–24                                                                              | 20–24                                                  |                                                        | 15.837                                                 | 15.837                                                 |
| 25–29                                                                              | 25–29                                                  |                                                        | 15.229                                                 | 15.229                                                 |
| 29–30                                                                              | 29–30                                                  |                                                        | 14.290                                                 | 14.290                                                 |
| 35–39                                                                              | 35–39                                                  |                                                        | 14.222                                                 | 14.222                                                 |
| 40–44                                                                              | 40–44                                                  |                                                        | 19.910                                                 | 19.910                                                 |
| 45–49                                                                              | 45–49                                                  |                                                        | 22.464                                                 | 22.464                                                 |
| 50–54                                                                              | 50–54                                                  |                                                        | 20.107                                                 | 20.107                                                 |
| 55–59                                                                              | 55–59                                                  |                                                        | 17.251                                                 | 17.251                                                 |
| 60–64                                                                              | 60–64                                                  |                                                        | 15.415                                                 | 15.415                                                 |
| 65–69                                                                              | 65–69                                                  |                                                        | 12.837                                                 | 12.837                                                 |
| 70–74                                                                              | 70–74                                                  |                                                        | 15.377                                                 | 15.377                                                 |
| 75–79                                                                              | 75–79                                                  |                                                        | 10.773                                                 | 10.773                                                 |
| 80–84                                                                              | 80–84                                                  |                                                        | 7.484                                                  | 7.484                                                  |
| 85–89                                                                              | 85–89                                                  |                                                        | 4.157                                                  | 4.157                                                  |
| 90-                                                                                | 90-                                                    |                                                        | 1.712                                                  | 1.712                                                  |
| Datenquelle: Zensus 2011, Information und Technik Nordrhein-Westfalen, 9. Mai 2011 |                                                        |                                                        |                                                        |                                                        |

## Stadtbezirke
Die Einwohnerzahlen beziehen sich auf den 31. März 2008 (Hauptwohnsitze).
| Nr. | Stadtbezirk     | Einwohnerzahl | Männlich | Weiblich | Ausländer in % |
| --- | --------------- | ------------- | -------- | -------- | -------------- |
| 01  | Rheindahlen     | 27.026        | 13.066   | 13.960   | 6,2            |
| 02  | Hardt           | 16.788        | 8.191    | 8.597    | 4,9            |
| 03  | Stadtmitte      | 57.584        | 27.695   | 29.889   | 13,9           |
| 04  | Volksgarten     | 23.299        | 11.459   | 11.840   | 14,4           |
| 05  | Neuwerk         | 20.932        | 10.158   | 10.774   | 4,9            |
| 06  | Rheydt-West     | 24.208        | 11.509   | 12.699   | 10,5           |
| 07  | Rheydt-Mitte    | 41.077        | 19.864   | 21.213   | 15,8           |
| 08  | Odenkirchen     | 19.956        | 9.696    | 10.260   | 8,4            |
| 09  | Giesenkirchen   | 15.791        | 7.588    | 8.203    | 4,0            |
| 10  | Wickrath        | 17.905        | 8.656    | 9.249    | 5,4            |
|     | Mönchengladbach | 264.566       | 127.882  | 136.684  | 10,3           |

Quelle: Stadt Mönchengladbach